# Halbenrain
Halbenrain est une commune autrichienne du district de Südoststeiermark en Styrie.